# یوما اوباتا
یوما اوباتا (ژاپنی: 小畑 裕馬؛ زادهٔ ۷ نوامبر ۲۰۰۱) یک بازیکن فوتبال اهل ژاپن است.
از باشگاه‌هایی که در آن بازی کرده‌است می‌توان به باشگاه فوتبال وگالتا سندای اشاره کرد.